# Bishopton (Durham)
Bishopton – wieś w Anglii, w hrabstwie ceremonialnym Durham, w dystrykcie (unitary authority) Darlington. Leży 23 km na południe od miasta Durham i 353 km na północ od Londynu. W 2001 miejscowość liczyła 337 mieszkańców.